# Coeliades
Coeliades là một chi bướm ngày lớn thuộc họ Bướm nhảy được tìm thấy ở Subsaharan Africa.

## Các loài
Các loài gồm:
- Coeliades aeschylus (Plötz, 1884)
- Coeliades anchises (Gerstaecker, 1871) – One Pip Policeman
- Coeliades bixana Evans, 1940
- Coeliades bocagii (Sharpe, 1893)
- Coeliades chalybe (Westwood, 1852) – Blue Policeman
- Coeliades ernesti (Grandidier, 1867)
- Coeliades fervida (Butler, 1880)
- Coeliades fidia Evans, 1937
- Coeliades forestan (Stoll, [1782]) – Striped Policeman
- Coeliades hanno (Plötz, 1879) – Western Policeman
- Coeliades keithloa (Wallengren, 1857) – Red Tab Policeman
- Coeliades libeon (Druce, 1875) – Spotless Policeman
- Coeliades lorenzo Evans, 1947 – Lorenzo Red Tab Policeman
- Coeliades pisistratus (Fabricius, 1793) – Two Pip Policeman
- Coeliades rama Evans, 1937
- Coeliades ramanatek (Boisduval, 1833)
- Coeliades sejuncta (Mabille & Vuillot, 1891) – Coast Policeman

## Hình ảnh

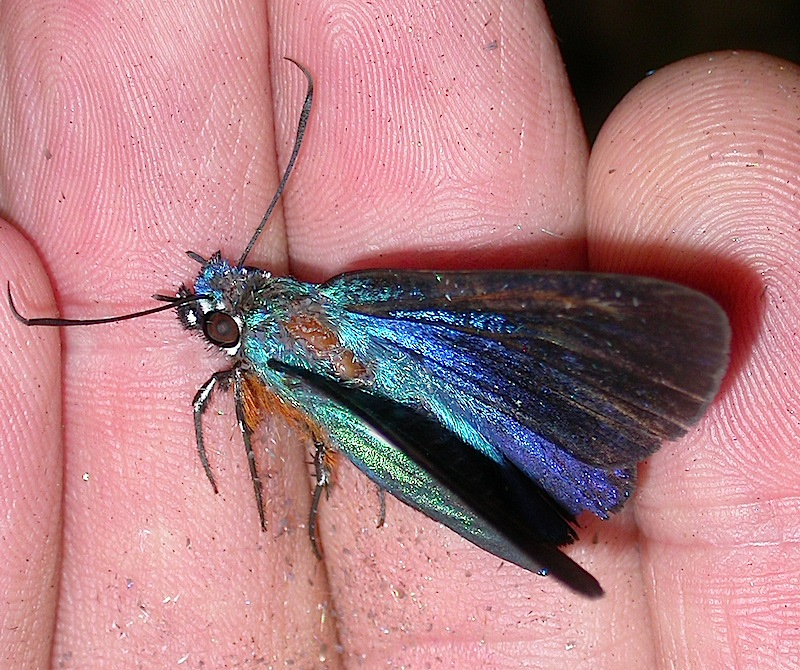
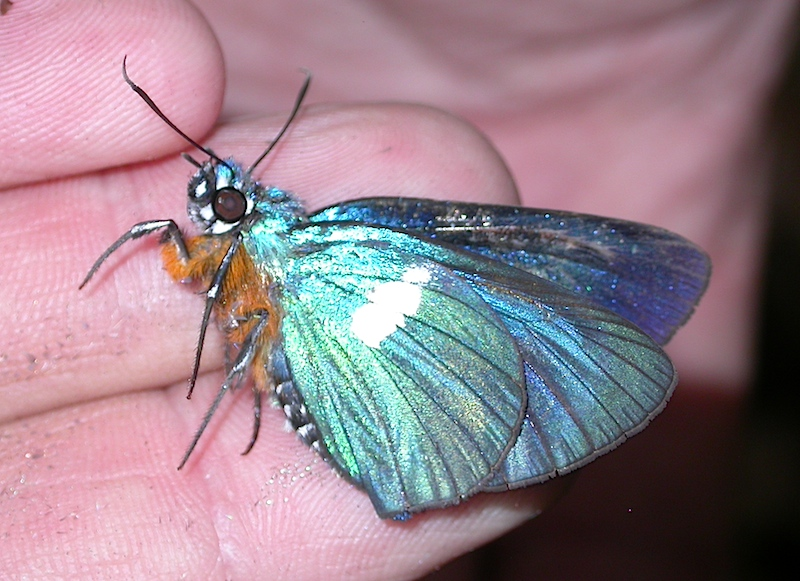